# سان‌سیتی سنتر (فلوریدا)
سان‌سیتی سنتر (به انگلیسی: Sun City Center) یک حوزه سرشماری در ایالات متحده آمریکا است که در شهرستان هیلزبرو، فلوریدا واقع شده‌است. سان‌سیتی سنتر ۴۳٫۰ کیلومتر مربع مساحت و ۱۹٬۲۵۸ نفر جمعیت دارد و ۱۵ متر بالاتر از سطح دریا واقع شده‌است.